# Vin-familien
Vin-familien (Vitaceae) er en lille familie, som efter de nyeste revisioner (2003) er placeret i Vin-ordenen (Vitales).
| Beskrevne slægter |

- Sølvvin (Ampelopsis)
- Cissus
- Vildvin (Parthenocissus)
- Hjertevin (Rhoicissus)
- Kastanjevin (Tetrastigma)
- Vinstok (Vitis)

| Andre slægter |

| - Acareosperma - Ampelocissus - Botria - Causonis - Cayratia - Clematicissus - Columella - Cyphostemma - Landukia - Leea | - Muscadinia - Nekemias - Nothocissus - Psedera - Pseudocayratia - Pterisanthes - Pterocissus - Puria - Spinovitis - Yua |

## Note
1. 1 2  GRIN: Genera and generic subdivisions of Vitaceae (engelsk)